# Bioagens
Bioagens je přípravek na bázi živých organizmů, který se používá v ochraně rostlin proti jejím škůdcům. Může se jednat o organizmy různého druhu (viry, bakterie, houby apod.), které působí antagonisticky (protikladně) na určitou skupinu škůdců. 
Používání bioagens se v poslední době vzhledem k zamořování prostředí pesticidy dostává do popředí a stává se stále častějším nástrojem integrované ochrany rostlin. Výhody bioagens jsou právě v tom, že nedochází k zanechávání reziduí a vzniku toxicity, jako je tomu u chemických látek – pesticidů. Nevýhodou je naopak nemožnost nasazení současně s pesticidy (pesticidy bývají toxické i pro bioagens a ničí ho), cena a malé rozšíření těchto látek na trhu. 
Všechny přípravky bioagens pak musí být na území ČR registrovány. Před registrací probíhají až několikaleté testy, které brzdí nasazení těchto látek na trh. Stejně jako ostatní látky, jsou bioagens použitelné v ČR sepsány na Seznamu registrovaných přípravků v ochraně rostlin, který pravidelně vydává Státní rostlinolékařská správa.
Nejčastější jsou přípravky na bázi Bacillus thuringiensis, které se aplikují v boji proti larvám motýlů a jiného dvoukřídlého hmyzu. Při používání bioagens je však nutno dbát na udržení stability ekosystému a také na to, aby nedošlo k zavlečení druhů, které by mohly v budoucnu posouvat rovnováhu daného ekosystému. Obecně je však tato metoda ochrany rostlin považována za šetrnou k přírodě.